# Карлајл (Пенсилванија)
Карлајл (енгл. Carlisle) град је у америчкој савезној држави Пенсилванија.

## Демографија
По попису из 2010. године број становника је 18.682, што је 712 (4,0%) становника више него 2000. године.
| Група             | 2000.          | 2010.          |
| Белци             | 15.795 (87,9%) | 15.333 (82,1%) |
| Афроамериканци    | 1.243 (6,9%)   | 1.547 (8,3%)   |
| Азијати           | 288 (1,6%)     | 434 (2,3%)     |
| Хиспаноамериканци | 352 (2,0%)     | 846 (4,5%)     |
| Укупно            | 17.970         | 18.682         |